# Symplectoscyphus liouvillei
Symplectoscyphus liouvillei är en nässeldjursart som först beskrevs av Chantal Billard 1914.  Symplectoscyphus liouvillei ingår i släktet Symplectoscyphus och familjen Sertulariidae.
Artens utbredningsområde är Södra Ishavet. Inga underarter finns listade i Catalogue of Life.